# Thomas Ziegler (écrivain)
Pour les articles homonymes, voir Thomas Ziegler.
Thomas Ziegler, né le 18 décembre 1956 à Könau dans les environs de Uelzen et décédé le 11 septembre 2004  à Cologne, est le pseudonyme de l'écrivain de science-fiction et de romans policiers allemand Rainer Zubeil. 

## Biographie
Thomas Ziegler reçut le Prix Kurd-Laßwitz pour son roman Stimmen der Nacht. Dans les années 1980, il contribua à deux cycles de science-fiction : Die Terranauten (Les Terranautes) (sous le pseudonyme de Robert Quint) et Perry Rhodan. Il est par ailleurs à l'origine d'une collection allemande de science-fiction en format de poche nommée Flaming Bess et du cycle de Fantasy inachevé intitulé Sardor (seuls deux volumes sont parus). En dehors de la S.F., Thomas Ziegler écrivit des romans policiers parodiques qui se passent dans la région de Cologne.
Rainer Zubeil est décédé en septembre 2004 d'un arrêt cardiaque, juste après avoir promis son retour sur la scène de la science-fiction allemande à ses fans lors du Coloniacon 2004.
Autres pseudonymes utilisés par Rainer Zubeil : Helmut Horowitz, Tommy Z., Henry Quint, John Spider

## Œuvres
Quelques œuvres :
- (de) avec Uwe Anton: Zeit der Stasis. (Temps de stase), S.F., 1979 ;
- (de) Die Stimmen der Nacht. (Les voix dans la nuit), S.F., 1983 ;
- (de) Flaming Bess: Rebellin der Galaxis. (Flaming Besse: une rebelle dans la galaxie), S.F., de 1986 à 1987 (série de 9 romans) ;
- (de) Überdosis. (Overdose), Roman policier, 1988 ;
- (de) Koks und Karneval. (Came et carnaval), Roman policier, 1990 ;
- (de) Tod im Dom. (Meurtre dans la cathédrale), Roman policier, 1991 ;
- (de) Was geschah mit Angelika H.? (Qu'est-il arrivé à Angelika H. ?), Roman policier, 1991 ;
- (de) Eine Kölner Karriere. (Une carrière à Cologne), Roman policier, 1994.